# Roughing the Passer
Roughing the Passer (englisch rohe Behandlung des passgebenden Spielers) ist ein Regelverstoß im American Football und Canadian Football, bei dem der passgebende Spieler (meistens der Quarterback) nach dem Pass von einem Verteidiger getacklet wird. Dieser Regelbruch wird in der National Football League mit einer 15-Yard-Strafe, in anderen Ligen auch mit einer Zehn-Yard-Strafe, geahndet. Zusätzlich gibt es ein automatisches erstes Down.
Im American Football ist es erlaubt, den passgebenden Spieler zu tackeln, wenn dieser noch im Besitz des Spielgerätes ist (wird als Sack bezeichnet). Ist der Ball jedoch nach vorne geworfen, also nicht mehr im Besitz des Passgebers, wird die Roughing-the-Passer-Strafe von den Schiedsrichtern ausgesprochen.
Auch kann diese Strafe Anwendung finden, wenn der Passgeber mit übertriebener Härte angegangen wird.
Nicht geahndet wird das Tackeln des Passgebers bei Rückwärtspässen (Lateralpass) oder nach dem Aufnehmen des Balls nach einem Fumble.
In der NFL wurde diese Regel implementiert, um Quarterbacks besser zu schützen. Sie steht jedoch nach starker Verschärfung zur Saison 2018 sehr in der Kritik.
In der Canadian Football League kann die Strafe seit der Saison 2019 auch 25 Yards betragen, wenn das Roughing mit dem Helm gegen den Kopf- und Nackenbereich geschieht und der foulende Spieler eine ungestörte Sicht hatte, sowie keine mildernden Umstände – etwa das wegducken des Kopfes durch den Quarterback – vorhanden sind.